# بلدة بوينت أوكس باركيوس (ميشيغان)
بوينت أوكس باركيوس (بالإنجليزية: Pointe Aux Barques Township, Michigan)‏ هي بلدة تقع بولاية ميشيغان في الولايات المتحدة. تبلغ مساحتها 4.2 (كم²)، وترتفع عن سطح البحر 183 م، بلغ عدد سكانها 10 نسمة في عام تعداد الولايات المتحدة 2010 حسب إحصاء مكتب تعداد الولايات المتحدة وتصل الكثافة السكانية فيها 2.9 نسمة/كم2.

## وصلات خارجية
- The US50 - Cities and Towns in Michigan State
- Michigan Cities and Towns, Facts, Map, Flag, Colleges, Government, and More